# خوئانا

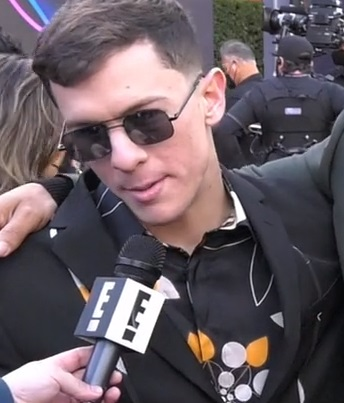
ژان کارلوس سانتیاگو پرز

ژان کارلوس سانتیاگو پرز (زاده ۱۶ سپتامبر ۱۹۹۲) که به‌طور حرفه ای با نام خوئانا (به انگلیسی: Guaynaa)شناخته می‌شود، خواننده رپ پورتوریکویی است. او برای آهنگ "ReBoTa" شناخته می‌شود، که اولین آهنگ او نیز محسوب می‌گردد که به جدول آهنگ‌های داغ لاتین، به تاریخ آپریل ۲۰۱۹، رسید.
خوئانا از مادری کوبایی و پدری پورتوریکویی در کاگواس ، پورتوریکو به دنیا آمد. قبل از اینکه حرفه موسیقی را دنبال کند، به عنوان فروشنده تلفن در یک مرکز خرید کار می‌کرد. او قبل از کار در موسیقی قرار بود مهندس پتروشیمی شود. از ژوئیه ۲۰۲۲ خوئانا با بازیگر، خواننده، یوتیوبر و نویسنده ونزوئلایی-آمریکایی، لله پونز که از دسامبر ۲۰۲۰ با او در رابطه بوده نامزد کرد.